# Minicopa de la Liga Femenina 2017
La Minicopa de la Liga Femenina 2017 corresponde a la 1.ª edición de dicho torneo. Se celebró los días 10, 11 y 12 de febrero de 2017 en la ciudad de Gerona, celebrándose al mismo tiempo que la Copa de la Reina de Baloncesto.

## Equipos participantes
Los equipos participantes de la primera edición serán los siguientes:
- Citylift GEiEG Uni Girona
- Gernika Bizkaia
- Araski AES
- Star Center-Uni Ferrol
- CB Al-Qázeres
- Cadí La Seu
- Campus Promete
- Mann-Filter
- CREF ¡HOLA!
- IDK Gipuzkoa
- Caja Rural Zamarat
- Spar Gran Canaria

## Fase preliminar
A continuación se detallan todos los partidos que componen a la edición.

### Grupo A
| Pos. | Equipo                    | P.J. | P.G. | P.P. | P.F. | P.C. | Dif. | Pts. |
| ---- | ------------------------- | ---- | ---- | ---- | ---- | ---- | ---- | ---- |
| 1    | Citylift GEiEG Uni Girona | 3    | 3    | 0    | 184  | 34   | +150 | 6    |
| 2    | Campus Promete            | 3    | 2    | 1    | 129  | 114  | +15  | 5    |
| 3    | Gernika Bizkaia           | 3    | 1    | 2    | 101  | 111  | -10  | 4    |
| 4    | Caja Rural Zamarat        | 3    | 0    | 3    | 29   | 189  | -160 | 3    |

| 10 de febrero de 2017 9:30 (CET) | Gernika Bizkaia                 | 27–41           | Campus Promete | Sarriá de Ter                                                  |  |
|                                  | Parciales: 9-7, 7-15, 2-12, 9-7 |                 |                |                                                                |  |
|                                  | Estadísticas                    | Reporte Pts Reb | Estadísticas   | Pabellón: Pabellón de Sarriá de Ter Árbitros: E. Riera F. Ruiz |  |

| 10 de febrero de 2017 11:00 (CET) | Caja Rural Zamarat | 5–56    | Citylift GEiEG Uni Girona | Sarriá de Ter                                 |  |
|                                   |                    |         |                           |                                               |  |
|                                   | Estadísticas       | Pts Reb | Estadísticas              | Pabellón: Pabellón de Sarriá de Ter Árbitros: |  |

| 10 de febrero de 2017 14:30 (CET) | Gernika Bizkaia | 64–14   | Caja Rural Zamarat | Sarriá de Ter                                 |  |
|                                   |                 |         |                    |                                               |  |
|                                   | Estadísticas    | Pts Reb | Estadísticas       | Pabellón: Pabellón de Sarriá de Ter Árbitros: |  |

| 10 de febrero de 2017 16:00 (CET) | Campus Promete | 19–67   | Citylift GEiEG Uni Girona | Sarriá de Ter                                 |  |
|                                   |                |         |                           |                                               |  |
|                                   | Estadísticas   | Pts Reb | Estadísticas              | Pabellón: Pabellón de Sarriá de Ter Árbitros: |  |

| 11 de febrero de 2017 9:30 (CET) | Gernika Bizkaia | 10–61   | Citylift GEiEG Uni Girona | Sarriá de Ter                                 |  |
|                                  |                 |         |                           |                                               |  |
|                                  | Estadísticas    | Pts Reb | Estadísticas              | Pabellón: Pabellón de Sarriá de Ter Árbitros: |  |

| 11 de febrero de 2017 11:00 (CET) | Campus Promete | 69–20   | Caja Rural Zamarat | Sarriá de Ter                                 |  |
|                                   |                |         |                    |                                               |  |
|                                   | Estadísticas   | Pts Reb | Estadísticas       | Pabellón: Pabellón de Sarriá de Ter Árbitros: |  |

### Grupo B
| Pos. | Equipo        | P.J. | P.G. | P.P. | P.F. | P.C. | Dif. | Pts. |
| ---- | ------------- | ---- | ---- | ---- | ---- | ---- | ---- | ---- |
| 1    | Mann-Filter   | 3    | 3    | 0    | 201  | 73   | +128 | 6    |
| 2    | CB Al-Qázeres | 3    | 2    | 1    | 161  | 136  | +25  | 5    |
| 3    | Araski AES    | 3    | 1    | 2    | 111  | 167  | -56  | 4    |
| 4    | CREF ¡HOLA!   | 3    | 0    | 3    | 116  | 213  | -97  | 3    |

| 10 de febrero de 2017 9:30 (CET) | Araski AES                       | 17–68           | Mann-Filter  | San Julián de Ramis                                                       |  |
|                                  | Parciales: 6-27, 7-23, 4-18, 0-0 |                 |              |                                                                           |  |
|                                  | Estadísticas                     | Reporte Pts Reb | Estadísticas | Pabellón: Pabellón de San Julián de Ramis Árbitros: A. Alcaraz L. Sánchez |  |

| 10 de febrero de 2017 11:00 (CET) | CREF ¡HOLA!  | 46–76   | CB Al-Qázeres | San Julián de Ramis                                 |  |
|                                   |              |         |               |                                                     |  |
|                                   | Estadísticas | Pts Reb | Estadísticas  | Pabellón: Pabellón de San Julián de Ramis Árbitros: |  |

| 10 de febrero de 2017 14:30 (CET) | Araski AES   | 64–47   | CREF ¡HOLA!  | San Julián de Ramis                                 |  |
|                                   |              |         |              |                                                     |  |
|                                   | Estadísticas | Pts Reb | Estadísticas | Pabellón: Pabellón de San Julián de Ramis Árbitros: |  |

| 10 de febrero de 2017 16:00 (CET) | Mann-Filter  | 60–33   | CB Al-Qázeres | San Julián de Ramis                                 |  |
|                                   |              |         |               |                                                     |  |
|                                   | Estadísticas | Pts Reb | Estadísticas  | Pabellón: Pabellón de San Julián de Ramis Árbitros: |  |

| 11 de febrero de 2017 9:30 (CET) | Araski AES                          | 30–52           | CB Al-Qázeres | San Julián de Ramis                                 |  |
|                                  | Parciales: 14-11, 12-13, 2-16, 2-12 |                 |               |                                                     |  |
|                                  | Estadísticas                        | Reporte Pts Reb | Estadísticas  | Pabellón: Pabellón de San Julián de Ramis Árbitros: |  |

| 11 de febrero de 2017 11:00 (CET) | Mann-Filter  | 73–23   | CREF ¡HOLA!  | San Julián de Ramis                                 |  |
|                                   |              |         |              |                                                     |  |
|                                   | Estadísticas | Pts Reb | Estadísticas | Pabellón: Pabellón de San Julián de Ramis Árbitros: |  |

### Grupo C
| Pos. | Equipo                 | P.J. | P.G. | P.P. | P.F. | P.C. | Dif. | Pts. |
| ---- | ---------------------- | ---- | ---- | ---- | ---- | ---- | ---- | ---- |
| 1    | Spar Gran Canaria      | 3    | 3    | 0    | 169  | 50   | +119 | 6    |
| 2    | IDK Gipuzkoa           | 3    | 2    | 1    | 175  | 91   | +84  | 5    |
| 3    | Cadí La Seu            | 3    | 1    | 2    | 80   | 179  | -99  | 4    |
| 4    | Star Center-Uni Ferrol | 3    | 0    | 3    | 72   | 176  | -104 | 3    |

| 10 de febrero de 2017 9:30 (CET) | Cadí La Seu                     | 6–58            | Spar Gran Canaria | Gerona                                                                |  |
|                                  | Parciales: 2-30, 4-28, 0-0, 0-0 |                 |                   |                                                                       |  |
|                                  | Estadísticas                    | Reporte Pts Reb | Estadísticas      | Pabellón: Pabellón de Pont Major Árbitros: Víctor Martín Isaac Avilés |  |

| 10 de febrero de 2017 11:00 (CET) | IDK Gipuzkoa                      | 66–16           | Star Center-Uni Ferrol | Gerona                                                                |  |
|                                   | Parciales: 31-10, 11-6, 24-0, 0-0 |                 |                        |                                                                       |  |
|                                   | Estadísticas                      | Reporte Pts Reb | Estadísticas           | Pabellón: Pabellón de Pont Major Árbitros: Víctor Martin Isaac Avilés |  |

| 10 de febrero de 2017 14:30 (CET) | Cadí La Seu  | 18–68   | IDK Gipuzkoa | Gerona                                     |  |
|                                   |              |         |              |                                            |  |
|                                   | Estadísticas | Pts Reb | Estadísticas | Pabellón: Pabellón de Pont Major Árbitros: |  |

| 10 de febrero de 2017 16:00 (CET) | Spar Gran Canaria | 54–3    | Star Center-Uni Ferrol | Gerona                                     |  |
|                                   |                   |         |                        |                                            |  |
|                                   | Estadísticas      | Pts Reb | Estadísticas           | Pabellón: Pabellón de Pont Major Árbitros: |  |

| 11 de febrero de 2017 9:30 (CET) | Cadí La Seu                          | 56–53           | Star Center-Uni Ferrol | Gerona                                                              |  |
|                                  | Parciales: 9-12, 15-11, 20-15, 12-15 |                 |                        |                                                                     |  |
|                                  | Estadísticas                         | Reporte Pts Reb | Estadísticas           | Pabellón: Pabellón de Pont Major Árbitros: J.M. Carvajal J. Atienza |  |

| 11 de febrero de 2017 11:00 (CET) | Spar Gran Canaria                  | 57–41           | IDK Gipuzkoa | Gerona                                                              |  |
|                                   | Parciales: 21-15, 13-7, 6-13, 17-6 |                 |              |                                                                     |  |
|                                   | Estadísticas                       | Reporte Pts Reb | Estadísticas | Pabellón: Pabellón de Pont Major Árbitros: J.M. Carvajal J. Atienza |  |

## Fase final

### Clasificación fase preliminar
Al final de la fase preliminar se hace una sola clasificación común de 12 equipos teniendo en cuenta los resultados de cada uno dentro de su grupo. De esa clasificación se establece la fase final. Los equipos que ocupen las cuatro primeras posiciones (se indica en verde), accederán a las semifinales del torneo.
| Pos. | Equipo                    | Gr. | P.J. | P.G. | P.P. | P.F. | P.C. | Dif. | Pts. |
| ---- | ------------------------- | --- | ---- | ---- | ---- | ---- | ---- | ---- | ---- |
| 1    | Citylift GEiEG Uni Girona | A   | 3    | 3    | 0    | 184  | 34   | +150 | 6    |
| 2    | Mann-Filter               | B   | 3    | 3    | 0    | 201  | 73   | +128 | 6    |
| 3    | Spar Gran Canaria         | C   | 3    | 3    | 0    | 169  | 50   | +119 | 6    |
| 4    | IDK Gipuzkoa              | C   | 3    | 2    | 1    | 175  | 91   | +84  | 5    |
| 5    | CB Al-Qázeres             | B   | 3    | 2    | 1    | 161  | 136  | +35  | 5    |
| 6    | Campus Promete            | A   | 3    | 2    | 1    | 129  | 114  | +15  | 5    |
| 7    | Gernika Bizkaia           | A   | 3    | 1    | 2    | 101  | 111  | -10  | 4    |
| 8    | Araski AES                | B   | 3    | 1    | 2    | 111  | 167  | -56  | 4    |
| 9    | Cadí La Seu               | C   | 3    | 1    | 2    | 80   | 179  | -99  | 4    |
| 10   | CREF ¡HOLA!               | B   | 3    | 0    | 3    | 116  | 213  | -97  | 3    |
| 11   | Star Center-Uni Ferrol    | C   | 3    | 0    | 3    | 72   | 176  | -104 | 3    |
| 12   | Caja Rural Zamarat        | A   | 3    | 0    | 3    | 29   | 189  | -160 | 3    |

### Cuadro final
|  | Semifinales               | Semifinales               | Semifinales   |             |              | Final         | Final         | Final         |  |
|  | 10 de febrero             | 10 de febrero             | 10 de febrero |             |              | 11 de febrero | 11 de febrero | 11 de febrero |  |
|  |                           |                           |               |             |              |               |               |               |  |
|  |                           |                           |               |             |              |               |               |               |  |
|  | Citylift GEiEG Uni Girona | Citylift GEiEG Uni Girona | 41            |             |              |               |               |               |  |
|  | Citylift GEiEG Uni Girona | Citylift GEiEG Uni Girona | 41            |             |              |               |               |               |  |
|  | IDK Gipuzkoa              | IDK Gipuzkoa              | 58            |             |              |               |               |               |  |
|  | IDK Gipuzkoa              | IDK Gipuzkoa              | 58            |             | IDK Gipuzkoa | IDK Gipuzkoa  | 49            |               |  |
|  |                           |                           |               |             | IDK Gipuzkoa | IDK Gipuzkoa  | 49            |               |  |
|  |                           |                           | Mann-Filter   | Mann-Filter | 73           |               |               |               |  |
|  | Mann-Filter               | Mann-Filter               | Mann-Filter   | Mann-Filter | 73           | 55            |               |               |  |
|  | Mann-Filter               | Mann-Filter               |               |             |              | 55            |               |               |  |
|  | Spar Gran Canaria         | Spar Gran Canaria         | 50            |             |              |               |               |               |  |
|  | Spar Gran Canaria         | Spar Gran Canaria         | 50            |             |              |               |               |               |  |
|  |                           |                           |               |             |              |               |               |               |  |

### Semifinales
| 11 de febrero de 2017 14:30 (CET) Semifinal 1 | Citylift GEiEG Uni Girona           | 41–58           | IDK Gipuzkoa | Sarriá de Ter                                                                 |  |
|                                               | Parciales: 16-12, 6-18, 5-11, 14-17 |                 |              |                                                                               |  |
|                                               | Estadísticas                        | Reporte Pts Reb | Estadísticas | Pabellón: Pabellón de Sarriá de Ter Árbitros: Josep Donaire Joan Martin Clota |  |

| 11 de febrero de 2017 16:00 (CET) Semifinal 2 | Mann-Filter                        | 55–50           | Spar Gran Canaria | Sarriá de Ter                                                                 |  |
|                                               | Parciales: 14-7, 22-16, 10-7, 9-20 |                 |                   |                                                                               |  |
|                                               | Estadísticas                       | Reporte Pts Reb | Estadísticas      | Pabellón: Pabellón de Sarriá de Ter Árbitros: Josep Donaire Joan Martin Clota |  |

### Definición del 3º al 12º lugar
| 12 de febrero de 2017 9:00 (CET) Partido para ser 3.º | Citylift GEiEG Uni Girona           | 28–59           | Spar Gran Canaria | Gerona                                                                                            |  |
|                                                       | Parciales: 14-10, 2-18, 2-14, 10-17 |                 |                   |                                                                                                   |  |
|                                                       | Estadísticas                        | Reporte Pts Reb | Estadísticas      | Pabellón: Pabellón Municipal Gerona-Fontajau (Pista Anexa) Árbitros: Gabi Contreras Lluís Jiménez |  |

| 11 de febrero de 2017 16:00 (CET) Partido para ser 5.º | CB Al-Qázeres                        | 65–46           | Campus Promete | San Julián de Ramis                                 |  |
|                                                        | Parciales: 12-16, 14-10, 19-14, 20-6 |                 |                |                                                     |  |
|                                                        | Estadísticas                         | Reporte Pts Reb | Estadísticas   | Pabellón: Pabellón de San Julián de Ramis Árbitros: |  |

| 11 de febrero de 2017 14:30 (CET) Partido para ser 7.º | Gernika Bizkaia                     | 50–63           | Araski AES   | San Julián de Ramis                                 |  |
|                                                        | Parciales: 8-14, 4-19, 18-15, 20-15 |                 |              |                                                     |  |
|                                                        | Estadísticas                        | Reporte Pts Reb | Estadísticas | Pabellón: Pabellón de San Julián de Ramis Árbitros: |  |

| 11 de febrero de 2017 16:00 (CET) Partido para ser 9.º | Cadí La Seu                         | 50–51           | CREF ¡HOLA!  | Gerona                                                         |  |
|                                                        | Parciales: 18-10, 15-22, 6-9, 11-10 |                 |              |                                                                |  |
|                                                        | Estadísticas                        | Reporte Pts Reb | Estadísticas | Pabellón: Pabellón de Pont Major Árbitros: A. Sarrado O. Mener |  |

| 11 de febrero de 2017 14:30 (CET) Partido para ser 11.º | Star Center-Uni Ferrol             | 72–28           | Caja Rural Zamarat | Gerona                                                         |  |
|                                                         | Parciales: 13-7, 18-6, 23-10, 18-5 |                 |                    |                                                                |  |
|                                                         | Estadísticas                       | Reporte Pts Reb | Estadísticas       | Pabellón: Pabellón de Pont Major Árbitros: A. Sarrado O. Mener |  |

### Final
| 12 de febrero de 2017 10:00 (CET) | IDK Gipuzkoa                        | 49–73           | Mann-Filter  | Gerona                                                                            |  |
|                                   | Parciales: 8-16, 19-23, 15-20, 7-14 |                 |              |                                                                                   |  |
|                                   | Estadísticas                        | Reporte Pts Reb | Estadísticas | Pabellón: Pabellón Municipal Gerona-Fontajau Árbitros: Xevi Girbal Ferran Garriga |  |

| Ganadoras del Minicopa femenina 2017 |
| ------------------------------------ |
| 'Mann-Filter' 1º título              |

## Clasificación final
| Posición | Equip                     |
| -------- | ------------------------- |
| 1.º      | Mann-Filter               |
| 2.º      | IDK Gipuzkoa              |
| 3.º      | Spar Gran Canaria         |
| 4.º      | Citylift GEiEG Uni Girona |
| 5.º      | CB Al-Qázeres             |
| 6.º      | Campus Promete            |
| 7.º      | Araski AES                |
| 8.º      | Gernika Bizkaia           |
| 9.º      | CREF ¡HOLA!               |
| 10.º     | Cadí La Seu               |
| 11.º     | Star Center-Uni Ferrol    |
| 12.º     | Caja Rural Zamarat        |